# Rasting (Gemeinde Liebenfels)
Rasting ist eine Ortschaft in der Gemeinde Liebenfels im Bezirk Sankt Veit an der Glan in Kärnten (Österreich). Die Ortschaft hat 8 Einwohner (Stand 1. Jänner 2024). Sie liegt auf dem Gebiet der Katastralgemeinde Freundsam.

## Lage

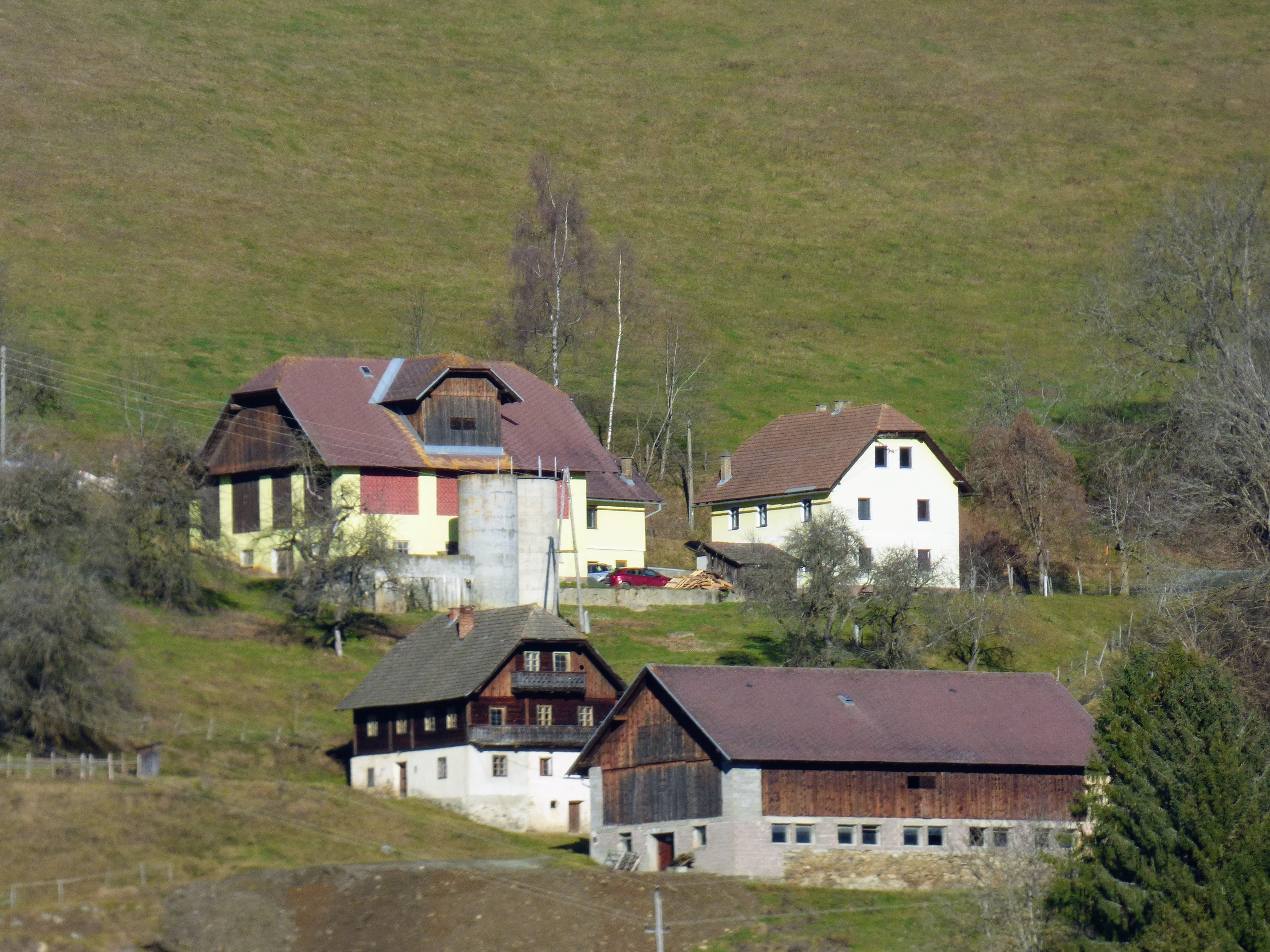
Rasting Häuser Nr. 3 und 4

Die Ortschaft liegt im Südwesten des Bezirks Sankt Veit, im Nordwesten der Gemeinde Liebenfels, an den Hängen nördlich des Freundsamer Mooses.
Der Ort liegt im Westen der Katastralgemeinde Freundsam, und damit knapp außerhalb der nach dem Ort benannten Katastralgemeinde Rasting der Gemeinde Sankt Urban. Es gibt die Hofnamen Mar (Nr. 1), Koller (Nr. 3) und Rupnig (Nr. 4).

## Geschichte
Der Ort wurde 1200 urkundlich erwähnt; der Name leitet sich von slowenisch raztok (= Wasserscheide) ab.
In der Steuergemeinde Freundsam liegend, gehörte Rasting in der ersten Hälfte des 19. Jahrhunderts zum Steuerbezirk Gradenegg. Bei Gründung der Ortsgemeinden im Zuge der Reformen nach der Revolution 1848/49 kam Rasting zunächst zur Gemeinde Glantschach, 1875 an die Gemeinde Sörg. Durch die Fusion der Gemeinden Sörg und Liebenfels 1973 kam die Ortschaft zur Gemeinde Liebenfels.

## Bevölkerungsentwicklung
Für die Ortschaft zählte man folgende Einwohnerzahlen:
- 1869: 4 Häuser, 31 Einwohner[4]
- 1880: 4 Häuser, 30 Einwohner[5]
- 1890: 3 Häuser, 37 Einwohner[6]
- 1900: 3 Häuser, 20 Einwohner[7]
- 1910: 4 Häuser, 19 Einwohner[8]
- 1923: 4 Häuser, 17 Einwohner[9]
- 1934: 17 Einwohner[10]
- 1961: 3 Häuser, 13 Einwohner[11]
- 2001: 3 Gebäude (davon 2 mit Hauptwohnsitz) mit 3 Wohnungen; 4 Einwohner und 0 Nebenwohnsitzfälle; 2 Haushalte; 0 Arbeitsstätten, 3 land- und forstwirtschaftliche Betriebe[12]
- 2011: 2 Gebäude, 1 Einwohner, 1 Haushalt, 0 Arbeitsstätten[13]
- 2021: 3 Gebäude, 11 Einwohner, 2 Haushalte, 1 Arbeitsstätte[14]